# Jon Rahm
Jon Rahm Rodríguez  (Barrica, Vizcaya, 10 de noviembre de 1994) es un golfista profesional español, actual número 10 del mundo.
Fue número uno en la Clasificación Mundial de Golf Amateur (World Amateur Golf Ranking) durante sesenta semanas, récord absoluto como número uno en dicha clasificación. Se inició como profesional en 2016, año en el que participó en el Abierto de Estados Unidos, un torneo que ganaría solo cinco años después, el 20 de junio de 2021; es el primer golfista español en ganar este torneo. En 2017 se proclamó campeón del Abierto de San Diego, el Abierto de Irlanda y el Campeonato Mundial de Dubái.
El 19 de julio de 2020 ganó el Memorial Tournament (Ohio) y alcanzó el primer puesto en la clasificación mundial de la PGA de golf desbancando a Rory McIlroy y convirtiéndose así en el vigesimocuarto número uno de la historia, el décimo europeo y el segundo español después de Severiano Ballesteros.
En 2023 se proclamó campeón del Masters de Augusta (el cuarto español después de Severiano Ballesteros, José María Olazábal y Sergio García) y lograba su segunda Ryder Cup (2018, 2023) con el equipo europeo.

## Biografía
Jon Rahm nació el 10 de noviembre de 1994 en Barrica, Vizcaya, hijo de Edorta Rahm, nacido en Bilbao, y Ángela Rodríguez, nacida en Madrid. Su apellido paterno Rahm proviene de Suiza.
En 2007 ganó un premio cuando su padre lo llevó al Real Club de Golf Valderrama a presenciar en directo el Volvo Masters; Jon ya llevaba unos tres años practicando golf. Sus primeros contactos con el golf fueron en el Club Deportivo Martiartu; después se formó en el Club de Golf Larrabea. En aquel Volvo Masters, Jon, con trece años, pedía autógrafos a algunos de los jugadores con los que compitió pocos años después.

## Carrera amateur
Rahm jugó en golf universitario para Arizona State Sun Devils, donde  ganó once torneos universitarios. Ha ganado dos veces el premio Ben Hogan. Además, Rahm fue el golfista número uno en el Ranking Mundial Amateur  durante 50 semanas y recibió la medalla Mark H. McCormack en 2015. Fue el ganador individual en 2014 del Trofeo Eisenhower.
En el Abierto de Estados Unidos de 2016, el golfista resultó 23º como mejor amateur.

## Carrera profesional

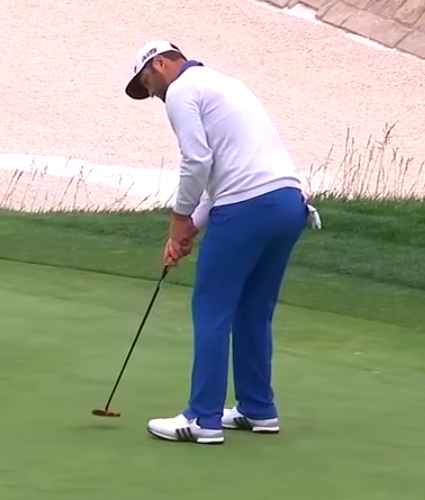
Jon Rahm en el Abierto de Estados Unidos del 2019

Tras el Abierto de Estados Unidos de 2016, Rahm pasó a la competición profesional, lo que le hizo perder su cupo en el Abierto Británico de 2016. En su primer torneo como profesional en el Quicken Loans National, Rahm obtuvo ventaja en las primeras dos rondas y en la tercera acabó finalmente con cuatro golpes atrás de Billy Hurley III. Rahm Acabó T-2 en el Abierto de Canadá, asegurando el estado de Miembro Provisional Especial para el resto de la temporada.
El 29 de enero de 2017 ganó el Abierto de San Diego. Finalizó quinto en el AT&T Pebble Beach, tercero en el WGC-Campeonato de México, segundo en el WGC Match Play, cuarto en el Quail Hollow, y segundo en el Colonial Invitational. El 29 de mayo de 2017 se convierte en el quinto jugador más joven de la historia en entrar en el top 10 del ranking mundial. En julio triunfó en el Abierto de Irlanda. En los playoffs del PGA Tour, resultó tercero en el Northern Trust, cuarto en el Dell Technologies Championship, quinto en el Campeonato BMW, y séptimo en el Tour Championship, de modo que obtuvo el quinto puesto en la Copa FedEx. El español triunfó en el Campeonato Mundial de Dubái, que le permitió alcanzar la tercera posición en la Carrera a Dubái del PGA European Tour.
El 28 de abril de 2019 gana el Zurich Classic de Nueva Orleans haciendo pareja con Ryan Palmer, convirtiéndose en el cuarto jugador europeo desde 1980 que gana tres o más veces en el PGA Tour antes de cumplir los 25 años. El 6 de octubre de 2019 reedita su victoria en el Open de España siendo el primero que gana dos Open de España consecutivos desde el año 1953. El 24 de noviembre del mismo año consigue su segunda victoria en el Campeonato Mundial de Dubái después de la lograda en 2017. Con esta victoria en Dubái consigue ganar el Race to Dubai (antigua Orden del Mérito) convirtiéndose en el segundo español de la historia en lograr tal premio tras las conseguidas por Severiano Ballesteros. El 19 de julio de 2020 se convierte, tras ganar el Memorial Tournament, en el número 1 mundial, segundo español en conseguirlo tras Severiano Ballesteros y quinto más precoz de la historia (con 25 años y 9 meses) tras Tiger Woods (21 a, 6 m), Jordan Spieth (22 a, 1 m), Rory McIlroy (22, 10 m) y Justin Thomas (25 a, 14 d).
En junio de 2021, al acabar la tercera jornada del Memorial Tournament y ocupando la primera plaza de la clasificación del torneo con 6 golpes de ventaja sobre el segundo clasificado, es forzado a abandonar el torneo, al haber dado positivo en el test COVID-19.
Más tarde, un día 20 de ese mismo mes de junio de 2021, Jon Rahm se alza con el trofeo en el Abierto de Estados Unidos haciendo historia al ser el primer español en lograrlo.
Fue seleccionado para participar en los Juegos Olímpicos de Tokio 2020, pero el 25 de julio de 2021 se anunció su positivo de nuevo por COVID-19 por lo que no pudo participar.
Después de estar varios meses sin jugar, donde Rahm había decidido tomarse un descanso debido al intenso 2021, en el primer torneo que juega en 2022, el Sentry Tournament of Champions, en la tercera jornada realiza junto a Justin Thomas el récord del campo The Plantation en Kapalua (Hawái), haciendo una vuelta de -11, para un total de -33, lo que le llevó a obtener el segundo puesto del torneo, siendo superado por Cameron Smith que con -34 se convirtió en el récord histórico de golpes bajo par en el PGA Tour.
En mayo de 2022 Jon Rahm gana el Abierto de México, su primer título en 2022. En octubre, Rahm ganó el  Acciona Open de España, logrando un 62 en la ronda final para ganar por seis golpes por delante de Matthieu Pavon. Era su tercer título del Open de España, igualando a Severiano Ballesteros. En noviembre, Rahm ganó el DP World Tour Championship de final de temporada del PGA European Tour. Ganó por dos golpes por delante de Tyrrell Hatton y Alex Norén. Fue su novena victoria en el Tour Europeo y su quinta victoria en la Serie Rolex. 
En 2023 Rahm comenzó haciendo un 63 en la ronda final del Sentry Tournament of Champions para ganar por dos tiros por delante de Collin Morikawa, cuando estaba a seis golpes del liderato antes de la ronda final. Dos semanas más tarde, ganó el The American Express, haciendo un 27 bajo par durante las cuatro jornadas para vencer a Davis Thompson por un golpe.
A la semana siguiente, Rahm estaba con posibilidades para ganar el Farmers Insurance Open. Estaba dos golpes por detrás del líder Sam Ryder antes de la ronda final. Sin embargo, una ronda final de 74 lo relegó empatado en el séptimo lugar.  Dos semanas más tarde en su siguiente aparición, Rahm terminó tercero en el Abierto de WM Phoenix. La semana siguiente, Rahm ganó el Genesis Invitational para volverse a poner al frente de la clasificación mundial del golf. Fue la quinta victoria mundial de Rahm en nueve torneos en lo que iba de año. El 9 de abril de ese mismo año ganó el Masters de Augusta; convirtiéndose en el 4º español en conseguirlo, tras los dos de Severiano Ballesteros en 1980 y 1983, los dos de José María Olazábal en 1994 y 1999 y el de Sergio Garcia Fernández en 2017. El 1 de octubre Rahm se proclamaba campeón de la Ryder Cup 2023 con el equipo europeo, siendo clave en la victoria por  16,5-11,5 sobre el equipo estadounidense, y logrando así su segundo trofeo en este prestigioso torneo. En 2023 Jon Rahm firma por el LIV Golf, el circuito saudí, un millonario contrato de entre 500 y 600 millones de euros por lo que es suspendido por el PGA Tour.
Rahm ganó su primer torneo LIV en LIV Golf UK en julio de 2024. El 4 de agosto de 2024. En el torneo de golf masculino de los Juegos Olímpicos de Verano de 2024 , Rahm empató en el quinto lugar en −15, por lo que perdió una medalla. En 2025 Rahm consiguió ganar en Circuito LIV gracias a  su regularidad al quedar entre los 11 primeros puestos en todos los torneos del circuito.

## Victorias amateur
Jon Rahm ha conseguido varias victorias amateur.
- 2010: Joven español/Campeonato de Chicos.
- 2011: Copa Baleares, Campeonato de Madrid Absoluto.
- 2012: Campeonato de España Junior, Campeonato Absoluto País Vasco, Bill Cullum Invitational.
- 2014: ASU Thunderbird Invitational, Campeonato de España Absoluto, Bill Cullum Invitational.
- 2015: Duck Invitational, ASU Thunderbird Invitational, NCAA San Diego Regional, Campeonato de España Absoluto, Tavistock Collegiate Invitational.
- 2016: ASU Thunderbird Invitational, Pac-12 Campeonatos, NCAA Alburquerque Regional.

## Victorias profesionales (21)

### Victorias en el PGA Tour (11)
| Núm. | Fecha                 | Torneo                                            | Puntuación ganadora | A par | Margen de victoria | Subcampeones                       |
| ---- | --------------------- | ------------------------------------------------- | ------------------- | ----- | ------------------ | ---------------------------------- |
| 1    | 29 de enero de 2017   | Abierto de San Diego                              | 72-69-69-65=275     | −13   | 3 golpes           | Charles Howell III Pan Cheng-tsung |
| 2    | 22 de enero de 2018   | CareerBuilder Challenge                           | 62-67-70-67=266     | −22   | Playoff            | Andrew Landry                      |
| 3    | 28 de abril de 2019   | Zurich Classic de Nueva Orleans (con Ryan Palmer) | 64-65-64-69=262     | −26   | 3 golpes           | Tommy Fleetwood & Sergio García    |
| 4    | 19 de julio de 2020   | Memorial Tournament                               | 69-67-68-75=279     | −9    | 3 golpes           | Ryan Palmer                        |
| 5    | 30 de agosto de 2020  | Campeonato BMW                                    | 75-71-66-64=276     | −4    | Playoff            | Dustin Johnson                     |
| 6    | 20 de junio de 2021   | Abierto de Estados Unidos                         | 69-70-72-67=278     | −6    | 1 golpe            | Louis Oosthuizen                   |
| 7    | 1 de mayo de 2022     | Abierto Mexicano de Golf                          | 64-66-68-69=267     | −17   | 1 golpes           | Brandon Wu Tony Finau              |
| 8    | 8 de enero de 2023    | Tournament of Champions                           | 64-71-67-63=265     | −27   | 2 golpes           | Collin Morikawa                    |
| 9    | 22 de enero de 2023   | The American Express (2)                          | 64-64-65-68=261     | −27   | 1 golpe            | Davis Thompson                     |
| 10   | 19 de febrero de 2023 | Abierto de Los Ángeles                            | 65-68-65-69=267     | −17   | 2 golpes           | Max Homa                           |
| 11   | 9 de abril de 2023    | Masters de Augusta                                | 65-69-73-69=276     | -12   | 4 golpes           | Brooks Koepka & Phil Mickelson     |

### Victorias en el European Tour (8)
| Núm. | Fecha                   | Torneo                         | Puntuación ganadora | A par | Margen de victoria | Subcampeones                     |
| ---- | ----------------------- | ------------------------------ | ------------------- | ----- | ------------------ | -------------------------------- |
| 1    | 9 de julio de 2017      | Irish Open                     | 65-67-67-65=264     | −24   | 6 golpes           | Richie Ramsay Matthew Southgate  |
| 2    | 19 de noviembre de 2017 | DP World Tour Championship     | 69-68-65-67=269     | −19   | 1 golpe            | Kiradech Aphibarnrat Shane Lowry |
| 3    | 15 de abril de 2018     | Open de España                 | 67-68-66-67=268     | −20   | 2 golpes           | Paul Dunne                       |
| 4    | 7 de julio de 2019      | Irish Open (2)                 | 67-71-64-62=264     | −16   | 2 golpes           | Andy Sullivan Bernd Wiesberger   |
| 5    | 6 de octubre de 2019    | Open de España (2)             | 66-67-63-66=262     | −22   | 5 golpes           | Rafael Cabrera-Bello             |
| 6    | 24 de noviembre de 2019 | DP World Tour Championship (2) | 66-69-66-68=269     | −19   | 1 golpe            | Tommy Fleetwood                  |
| 7    | 9 de octubre de 2022    | Open de España (3)             | 64-68-65-62=259     | −25   | 6 golpes           | Matthieu Pavon                   |
| 8    | 20 de noviembre de 2022 | DP World Tour Championship (3) | 70-66-65-67=268     | −20   | 2 golpes           | Tyrrell Hatton Alex Norén        |

### Victorias en LIV Golf (2)
| Núm. | Fecha                    | Torneo           | Puntuación ganadora | A par | Margen de victoria | Subcampeones             |
| ---- | ------------------------ | ---------------- | ------------------- | ----- | ------------------ | ------------------------ |
| 1    | 28 de julio de 2024      | LIV Golf UK      | 63-70-67=200        | −13   | 1 golpe            | Hatton C.Smith J.Niemann |
| 2    | 15 de septiembre de 2024 | LIV Golf Chicago | 69-64-66=199        | −11   | 3 golpes           | Sergio Garcia J.Niemann  |

### Otras victorias (1+1+1)
- 2018:  Hero World Challenge (torneo a beneficio de Tiger Woods Foundation, válido para el Official World Golf Ranking)
- 2019: Race to Dubai del European Tour (antigua Orden del Mérito)[38]
- 2024: Campeón de la temporada del LIV Golf 2024

## Resultados en los grandes
| Torneo               | 2016     | 2017 | 2018 | 2019 | 2020 | 2021 | 2022 | 2023 | 2024 | 2025 |
| -------------------- | -------- | ---- | ---- | ---- | ---- | ---- | ---- | ---- | ---- | ---- |
| Masters de Augusta   | -        | T27  | 4    | T9   | T7   | T5   | T27  | 1    | T45  | T14  |
| Campeonato de la PGA | -        | T58  | T4   | CUT  | T13  | T8   | T48  | T50  | CUT  | T8   |
| U. S. Open           | T23 (LA) | CUT  | CUT  | T3   | T23  | 1    | T12  | T10  | ND   | T7   |
| Abierto Británico    | T59      | T44  | CUT  | T11  | ND   | T3   | T34  | T2   | T7   | T34  |

(LA) = Mejor Amateur
CUT = No pasó el corte
"T" = Empatado con otros
Ret. = Retirado
ND = No Disputado
Fondo verde indica victoria. Fondo amarillo, puesto entre los diez primeros (top ten).

## Apariciones en equipo

### Amateur
- Trofeo Jacques Léglise (representando a Europa Continental) : 2011.
- Trofeo Bonallack (representando a Europa): 2012 (ganadores).
- Palmer Cup (representando a Europa): 2014 (ganadores), 2015.
- Trofeo Eisenhower (representando a España): 2014 (ganador individual).

### Profesional
- Copa Mundial de Golf (representando a España): 2016.
- Ryder Cup (representando a Europa): 2018 (V), 2021 (D), 2023 (V)